# العطنه، سوریه
العطنه (به عربی: العطنة) یک منطقهٔ مسکونی در سوریه است که در استان ریف دمشق واقع شده‌است. العطنه ۱٬۸۹۷ نفر جمعیت دارد.